# 피스 브리지

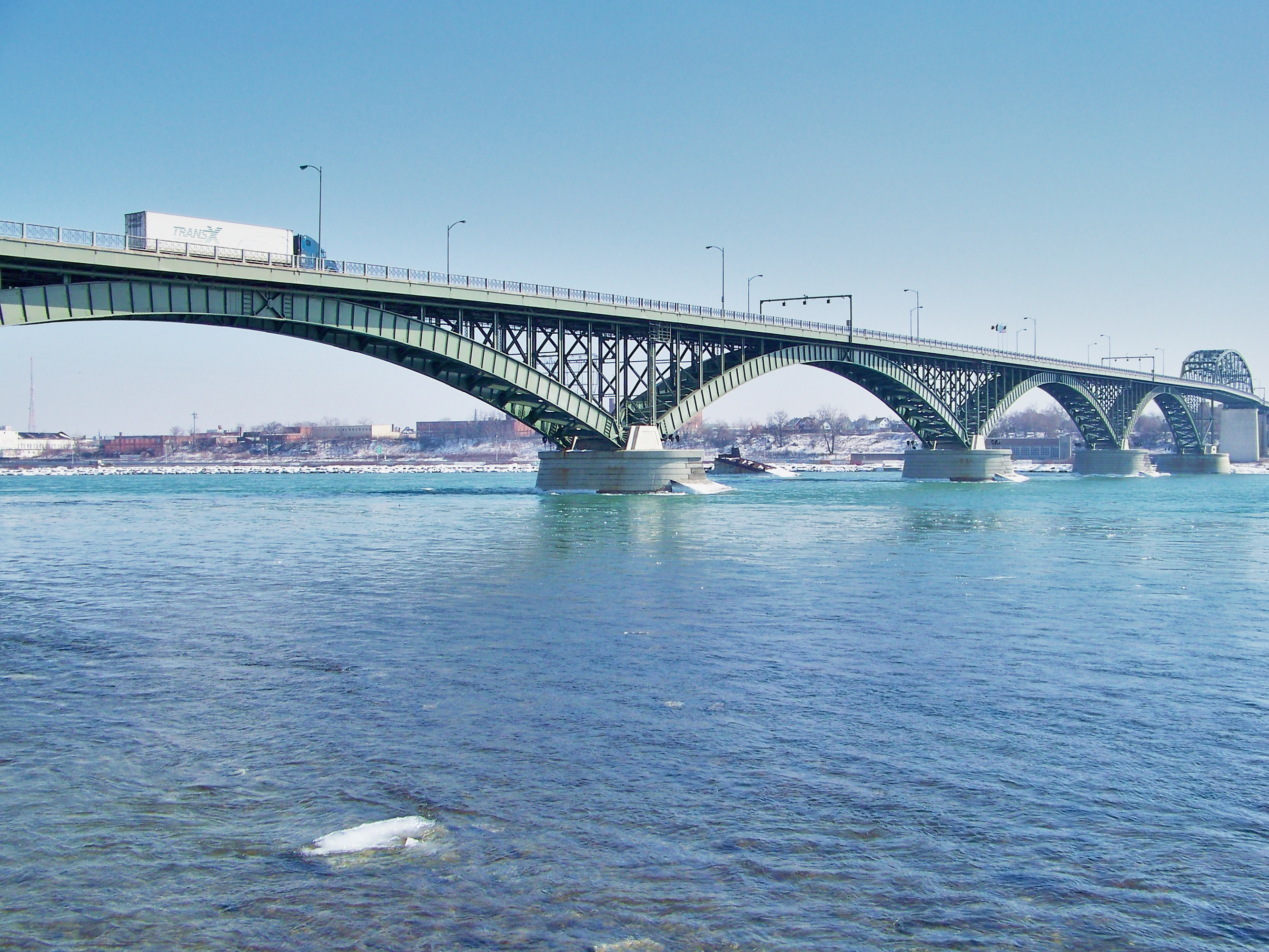
피스 브리지

피스 브리지(영어: Peace Bridge)는 미국, 뉴욕주의 도시 버펄로와 캐나다, 온타리오주의 도시 포트이리를 연결하는 국제 다리이다. 나이아가라 강 위에 위치하고 있다.